# Guayana británica en los Juegos Olímpicos de Helsinki 1952
Guayana británica (actualmente Guyana) estuvo representada en los Juegos Olímpicos de Helsinki 1952 por un deportista masculino que compitió en halterofilia.
El equipo olímpico no obtuvo ninguna medalla en estos Juegos.